# Авария Ту-154 в Санкт-Петербурге
Авария Ту-154 в Санкт-Петербурге — авиационная авария пассажирского рейса 846 авиакомпании «Аэрофлот», произошедшая в понедельник 30 июня 2008 года в аэропорту Пулково города Санкт-Петербург. Никто из людей в данном происшествии не пострадал.

## Самолёт
Ту-154М с заводским номером 89A825 (серийный — 0825) был выпущен Куйбышевским авиационным заводом в 1990 году. Самолёт передали Министерству гражданской авиации СССР, которое присвоило ему регистрационный номер CCCP-85667 и направило в 1-й Магаданский объединённый авиаотряд Магаданского управления гражданской авиации, где с 8 февраля тот начал эксплуатироваться. В 1994 году после преобразования Магаданского авиаотряда в авиакомпанию Мавиал борт 85667 перешёл в парк последней. В 2002 году под бортовым EP-LCD лайнер сдавался в лизинг иранской авиакомпании Kish Air, а в 2004 году снова с бортовым RA-85667 сдавался в лизинг компании Владивосток Авиа, после чего в 2005 году вернулся в Мавиал. 19 марта 2007 года лайнер приобрела компания «Аэрофлот». Это был один из двух бортов «Аэрофлота», допущенных к полётам в США.

## Авария
Самолёт выполнял внутренний пассажирский рейс SU-846 из Санкт-Петербурга в Москву. Его экипаж состоял из 9 человек, командиром (КВС) был С. Г. Епрынцев. На борту находились 103 пассажира, включая 2 детей. В 15:48 был начат взлёт, когда на скорости около 60 км/ч экипаж самолёта почувствовал сильный удар, после чего обороты в первом (левом) двигателе упали до нуля. Опознав отказ двигателя, экипаж сразу прервал взлёт.
При проверке левого двигателя Д-30КУ-154 (заводской номер —03059338912424) было обнаружено, что в нём при выходе на номинальный режим разрушился диск 40-01-577 первой ступени компрессора низкого давления. Благодаря тому, что своевременно сработала автоматическая система пожаротушения, пожара при отказе двигателя не возникло. Никто из 112 человек на борту не пострадал; сам самолёт поставили на запасную площадку в аэропорту Пулково.

## Страховые выплаты
Борт 85667 был застрахован компанией «Москва» (ОАО «СК „Москва“») по риску «ущерб» на 1 315 364 доллара США, что по тогдашнему курсу составляло 42 196 482 рубля 51 копейку. Что до восстановления самолёта, то по сделанной в сентябре 2008 года оценке восстановительный ремонт обошёлся бы в 43 000 000 рублей, а после проведения всех расчётов его общая стоимость, включая доставку из Санкт-Петербурга в Самару, достигла 69 306 319 рублей 64 копейки. Таким образом, стоимость ремонта значительно превышала страховые выплаты, а потому восстановление самолёта было признано экономически нецелесообразным. В августе 2009 года данный Ту-154 разрезали на металлолом.

## Причины
Федеральное государственное учреждение Государственный Центр «Безопасность полетов на воздушном транспорте» провёл исследование разрушившегося диска 40-01-577 и 21 октября 2008 года выдал заключение № 9297 И/103, согласно которому разрушение диска имело многоцикловый усталостный характер. Было обнаружено множество очагов близ поверхности, которые находились в районе угла, образованного пазом под лопатку и задним торцом обода диска. Возникающие при работе двигателя высокочастотные колебания лопаток и низкочастотные колебания диска породили собственные колебания диска, что в итоге создавало циклическую нагрузку, которая в свою очередь привела к созданию усталостных трещин. Исследования показали, что в зоне разрушения был высокий уровень остаточных напряжений из-за сохранившейся волокнистой структуры, а значит материал диска оказался слишком чувствительным к условиям нагружения во время эксплуатации, в результате чего сформировались зоны квазихрупкого разрушения в виде фасеточного рельефа, имевшие значительную длину. То есть материал диска оказался слишком хрупким.
23 декабря 2008 года был утверждён итоговый отчёт, согласно которому разрушение диска первой ступени компрессора низкого давления, приведшее к серьезному авиационному инциденту, было вызвано не нарушениями в эксплуатации, а  конструктивно-производственным дефектом, то есть произошло по вине завода-изготовителя двигателя — научно-производственного объединения «Сатурн».

## Последствия
После происшествия в Санкт-Петербурге авиакомпания «Аэрофлот» приняла решение с последнего квартала 2008 года начать выводить все оставшиеся в её парке самолёты Ту-154 из эксплуатации, заменяя их самолётами семейства Airbus A320, полностью завершив данный переход к 2010 году.
В марте 2011 года, после нескольких инцидентов и происшествий с самолётами Ту-154 (например, аварийные посадки в Домодедове и Ижме) Росавиация выдала рекомендацию с июня 2011 года временно прекратить эксплуатацию самолётов модели Ту-154М до устранения трёх основных недоработок: отсутствие сигнализации неисправного состояния аккумулятора, отсутствие сигнализации выключенного состояния насосов подкачки топлива, а также проблемы возникновения усталостных трещин в диске первой ступени компрессора низкого давления на отдельных двигателях Д-30КУ-154. И если первые две доработки специалистами были названы бессмысленными, то третью посчитали очень сложной. По имеющимся данным, на июнь 2020 года в российских авиакомпаниях эксплуатируется только один Ту-154 — борт RA-85757 в Алроса (срок действия лётного сертификата данного самолёта истекает 30 октября 2020 года).